# Cervo (Impéria)
Cervo é uma comuna italiana da região da Ligúria, província de Impéria, com cerca de 1.195 habitantes. Estende-se por uma área de 3 km², tendo uma densidade populacional de 398 hab/km². Faz fronteira com Andora (SV), San Bartolomeo al Mare.
Faz parte da rede das Aldeias mais bonitas de Itália.

## Demografia
| Variação demográfica do município entre 1861 e 2011                               |
|                                                                                   |
| Fonte: Istituto Nazionale di Statistica (ISTAT) - Elaboração gráfica da Wikipedia |

## Cidades-irmãs
- Cervo, Espanha (2008)